# تویو، کوچی
تویو، کوچی (به لاتین: Tōyō, Kōchi) یک سکونتگاه مسکونی در ژاپن است که در استان کوچی واقع شده‌است.

## خصوصیات
تویو ۳٬۵۵۲ نفر جمعیت دارد.